# Obcy (franczyza)
Obcy (ang. Alien) – brytyjsko-amerykańska franczyza oparta na serii horrorów science fiction. Została zapoczątkowana przez film Obcy – ósmy pasażer Nostromo z 1979 w reżyserii Ridleya Scotta według scenariusza Dana O’Bannona.
Po sukcesie filmu Ridleya Scotta w latach 1986–1997 nakręcono trzy sequele, zaś Scott ponad 30 lat po pierwszym filmie wyreżyserował dwa prequele oraz wyprodukował interquel. Zrealizowano także dwa filmy w formule crossover, krzyżujące wątki Obcego z filmami z serii Predator. Na serię składają się również powieści, komiksy, gry komputerowe i seriale.
Cykl łączy, stworzona przez Hansa Gigera, postać tytułowego Obcego oraz, w filmach pierwotnego cyklu, postać głównej bohaterki – Ellen Ripley, odtwarzanej przez Sigourney Weaver.
Szacuje się, że filmy z serii przyniosły dochód w wysokości prawie 2 mld dolarów przy poniesionych nakładach rzędu 555 mln dolarów.

## Fabuła
Akcja rozgrywa się w XXI, XXII i XXIV wiekach, kiedy ludzkość potrafi odbywać międzygwiezdne podróże kosmiczne przy wykorzystaniu hibernacji. Seria opowiada o kontaktach między ludźmi a rasą zabójczych kosmitów, zwanych Obcymi. Demoniczną rolę odgrywa cyniczna korporacja Weyland-Yutani, która stara się zdobyć i wykorzystać kosmitów bez względu na ofiary ponoszone przez ludzi. Prequel Prometeusz ukazuje pochodzenie rasy ludzkiej – stoi za tym gatunek humanoidalny zwany „Inżynierami”, którzy zapoczątkowują rozwój ludzkości. Jednak później ci sami Inżynierowie próbują doprowadzić do eksterminacji rasy ludzkiej za pomocą śmiercionośnego mutagenu, a także Obcych.

## Filmy w cyklu
- Obcy – ósmy pasażer Nostromo (Alien, 1979) reż. Ridley Scott
- Obcy – decydujące starcie  (Aliens, 1986) reż. James Cameron
- Obcy 3 (Alien³, 1992) reż. David Fincher
- Obcy: Przebudzenie (Alien: Resurrection, 1997) reż. Jean-Pierre Jeunet

Prequele
- Prometeusz (Prometheus, 2012) reż. Ridley Scott
- Obcy: Przymierze (Alien: Covenant, 2017) reż. Ridley Scott

Interquel
- Obcy: Romulus (16 sierpnia 2024) reż. Fede Alvarez, producent Ridley Scott

Filmy crossover
- Obcy kontra Predator (Alien versus Predator, 2004) reż. Paul W.S. Anderson
- Obcy kontra Predator 2 (Aliens vs Predator: Requiem, 2007) reż. Colin Strause i Greg Strause

W produkcji jest serial realizowany przez stację FX (własność The Walt Disney Company) w oparciu o franczyzę. Reżyserem będzie Noah Hawley.

## Pozostałe media

### Serial animowany
- Alien: Isolation – The Digital Series (2019)

28 lutego 2019 miała premierę siedmioodcinkowy serial animowany Alien: Isolation – The Digital Series, będący adaptacją gry Obcy: Izolacja z 2014. Seria, wydana dla serwisu IGN, została opracowana przez 20th Century Fox we współpracy z Reverse Engineering Studios i DVgroup. W produkcji użyto kombinacji nowych scen animowanych od podstaw, filmów zaczerpniętych bezpośrednio z oryginalnej gry oraz cyfrowych odtworzeń pierwszoosobowych scen z gry. Akcja serialu toczy się w 2137 roku, 15 lat po wydarzeniach z pierwszego filmu, zaś 42 lata przed drugą częścią. Bohaterką jest Amanda Ripley, córka Ellen, która prowadzi dochodzenie w sprawie zniknięcia swojej matki. Głosu postaci Amandy Ripley udzieliła Andrea Deck.

### Książki

#### Wydane w Polsce
Nowelizacje filmów
- Alan Dean Foster – Obcy: 8 pasażer Nostromo (1992: Wydawnictwo Alfa); Obcy (2019: Wydawnictwo Vesper); Alien (1979)
- Alan Dean Foster – Obcy: decydujące starcie (1992: Wyd. Alfa; 2021: Wyd. Vesper); Aliens (1986)
- Alan Dean Foster – Obcy: Trzy (1992: Wyd. Alfa); Obcy 3 (2021: Wyd. Vesper); Alien 3 (1992)
- Ann Crispin – Obcy: Przebudzenie (1998: Wyd. Alfa; 2021: Wyd. Vesper); Alien – Ressurection (1997)

Adaptacje komiksów
- Steve Perry – Obcy: Mrowisko (1994: Wydawnictwo Orion); Aliens: Earth Hive (1992)
- Steve Perry – Obcy: Azyl (1994: Wyd. Orion); Aliens: Nightmare Asylum (1993)
- Steve Perry, Stephani Perry – Obcy: Wojna Samic (1994: Wyd. Orion); Aliens: Female War (1993)

Trylogia 2014
- Tim Lebbon – Obcy: Wyjście z cienia[6] (2022: Wyd. Vesper); Alien: Out of the Shadows (2014)
- James A. Moore – Obcy: Morze Boleści[7] (2024: Wyd. Vesper); Alien: Sea of Sorrows (2014)
- Christopher Golden – Obcy. Rzeka cierpień[8]  (2024: Wyd. Vesper); Alien: River of Pain (2014)

Pozostałe powieści
- Alex White – Obcy. Zimna kuźnia (2024: Wyd. Vesper); Alien: The Cold Forge (2018)

#### Niewydane w Polsce
- David Bischoff Aliens: Genocide (1994)
- Robert Sheckley Aliens: Alien Harvest (1995)
- Sandy Schofield Aliens: Rogue (1995)
- S.D. Perry Aliens: Labyrinth (1996)
- Yvonne Navarro Aliens: Music of the Spears (1996)
- Stephani Perry Aliens: Berserker (1998)
- Michael Jan Friedman Aliens: Original Sin (2005)
- Diane Carey Aliens: DNA War (2006)
- Diane Carey Aliens: Cauldron (2007)
- John Shirley Aliens: Steel Egg (2007)
- S.D. Perry Aliens: Criminal Enterprise (2008)
- B.K. Evenson Aliens: No Exit (2008)
- Steve Perry, Stephani Perry Aliens vs. Predator: Prey (1994)
- Stephani Perry, David Bischoff Aliens vs. Predator: Hunter's Planet (1994)
- Stephani Perry Aliens vs. Predator: War (1999)
- Marc Cerasini AvP: The Movie Novelization (2004)

### Komiksy
Wydane w Polsce
- 1991 – Aliens. Zagłada (4 części; lata po inwazji obcych na Ziemię ludzkość powoli powraca na ojczystą planetę, przywożąc ze sobą zepsucie i chciwość. Badania nad fizjologią ksenomorfa wykazały, że „Królewska Galareta” wydzielana przez królowe potrafi zmieniać ludzi w nadludzkich sportowców lub zabójczych wojowników. Miliarder Daniel Grant chce kontrolować obrót najczystszą formą galarety. Wysyła ekspedycję wojskową na odległą planetę opanowaną nie przez jedno, lecz dwa gigantyczne mrowiska, które prowadzą między sobą wojnę. Wyposażeni po zęby w specjalne bojowe skafandry i gotowi na wszystko marines muszą walczyć o przetrwanie. Wydany w Polsce w zbiorze Aliens. Zagłada / Buntownik .)
- 1991 - Aliens. Żniwiarze (wydane w Polsce w zbiorze Aliens. Kolonialni marines / Żniwiarze )
- 1993 - Aliens - Apetyt (wydane w Polsce w zbiorze Aliens. Pieśń włóczni / Twierdza)
- 1993 – Aliens. Kolonialni marines (10 części, wydane w Polsce w zbiorze Aliens. Kolonialni marines / Żniwiarze )
- 1993 - Aliens - Ładunek (wydane w Polsce w zbiorze Aliens. Uprowadzeni / Spustoszenie)
- 1993 – Aliens - Labirynt (4 części)
- 1993 – Aliens.  Buntownik  (4 części; na odległej bazie Charon szalony naukowiec doktor Kleist dokonuje eksperymentów genetycznych na obcych. Pozwala mu to stworzyć obcych kontrolowanych przez ludzi oraz hybrydę – króla obcych. Eksperyment jednak wymyka się spod kontroli. Wydany w Polsce w zbiorze Aliens. Zagłada / Buntownik .)
- 1993 - Aliens - Ofiarowanie (wydane w Polsce w zbiorze Aliens - Zbawienie / Ofiarowanie )
- 1993 – Aliens - Zbawienie (wydane w Polsce w zbiorze Aliens - Zbawienie / Ofiarowanie )
- 1994 – Aliens - Pieśń Włóczni (4 części; szalony kompozytor postanawia wykorzystać do swojego najnowszego dzieła odgłosy obcego. Zleca porwanie jaja i wyhodowanie dorosłego osobnika. Wydane w Polsce w zbiorze Aliens. Pieśń włóczni / Twierdza),
- 1994 – Aliens - Twierdza (4 części, wydane w Polsce w zbiorze Aliens. Pieśń włóczni / Twierdza)
- 1994 - Aliens - Obcy (wydane w Polsce w zbiorze Aliens. Uprowadzeni / Spustoszenie)
- 1995 – Aliens - Szał (4 części, wydane w Polsce w zbiorze Aliens. Pieśń włóczni / Twierdza)
- 1995 - Aliens - Inkubacja (wydane w Polsce w zbiorze Aliens. Uprowadzeni / Spustoszenie)
- 1996 – Aliens - Chora miłość (wydane w Polsce w zbiorze Aliens. Uprowadzeni / Spustoszenie)
- 1997 – Aliens - Spustoszenie (wydane w Polsce w zbiorze Aliens. Uprowadzeni / Spustoszenie)
- 1997 – Aliens Uprowadzeni (3 części)
- 1998 – Aliens: Widmo
- 1999 – Aliens: Anioły apokalipsy (4 części)
- 1999 – Aliens: Xenogenesis (4 części)
- 1999 - Aliens - Uprowadzeni (wydane w Polsce w zbiorze Aliens. Uprowadzeni / Spustoszenie)
- 2001 – Witchblade / Aliens / Darkness Predator / Mindhunter (3 części)
- 2009 – Aliens: Dusza robota  (4 części)
- 2016 - Aliens - Bunt
- 2017 - Aliens: Orbita śmierci
- 2018 - Aliens: Z prochu w proch
- 2019 - Aliens. Opór
- 2019 - Aliens - Ratunek
- 2020 - Alien. Oryginalny scenariusz

Niewydane w Polsce
- 1978 – Alien The Ilustrated Story (adaptacja pierwszej części filmu o Obcym),
- 1988 – Aliens (6 części; inny tytuł: „Aliens: Outbreak” – kontynuacja wydarzeń po „Obcych – Decydujące Starcie”. Kilka lat po wydarzeniach na LV426 ludzkość na Ziemi nęka plaga koszmarów, snów i wizji na temat inwazji obcych na Ziemi. Wielu ludzi wyczekuje na to wydarzenie tworząc religijne sekty i dobrowolnie oddając się roli nosicieli. Wkrótce Ziemia zostaje opanowana przez mrowiska obcych, a Wilks i Billie (pierwotnie Hicks i Newt) uciekają z umierającej Ziemi, aby odkryć trzeci gatunek obcych: zaawansowaną rasę, która sprowadziła ksenomorfy do naszej galaktyki),
- 1990 – Aliens Vol 2 (4 części; inny tytuł: „Aliens: Nightmare Asylum” – kontynuacja przygód Billie i Wilksa, którym udaje się dotrzeć do stacji kosmicznej dowodzonej przez szalonego generała Spearsa. Ma on plan wyeliminowania plagi ksenomorfów z Ziemi za pomocą wytresowanych wojowników obcych. Jego plan spala na panewce. Generał transportuje przy okazji Billie i Wilksa z powrotem na Ziemię, gdzie spotykają się z samą Ripley),
- 1990 – Aliens Earthwar (4 części; inny tytuł: „Aliens: Female War” – Ziemia jest całkowicie opanowana przez robale. Mała grupka ocalałych ukrywa się i wyczekuje z nadzieją na pomoc z kosmosu. Otrzymują ją dzięki Ripley, Wilksowi i Billie, którzy prowadzą śmiały atak z orbitującej wokół Ziemi stacji kosmicznej. Planują zdetonować zsynchronizowane bomby atomowe. Muszą też sprowadzić jedyną rzecz, która potrafi kontrolować gatunek ksenomorfów – kolejną królową matkę obcych),
- 1992 – Alien 3 (3 części; adaptacja trzeciej części filmu o Obcym),
- 1992 – Aliens Newt's Tale (2 części; komiks przedstawia wydarzenia z „Obcych – Decydujące Starcie” z punktu widzenia jedynej ocalałej z kolonii Hadley's Hope),
- 1992 – Aliens Tribes
- 1993 – Aliens Hive
- 1994 – Aliens Earth Angel (Akcja umiejscowiona jest w Ameryce lat 50. XX wieku przedstawia jedno z pierwszych spotkań człowieka z gatunkiem obcego. Tylko doktor Daniel Ripley (wraz z miejscowym gangiem motocyklowym) jest w stanie podołać nieuchronnej pladze robactwa),
- 1995 – Superman vs Aliens (3 części)
- 1995 – Aliens Mondo Pest
- 1996 – Aliens Booty
- 1996 – Aliens Mondo Heat
- 1996 – Aliens Lucky
- 1996 – Aliens Female War
- 1997 – Alien Resurrection (2 części)
- 1997 – Aliens Alchemy (3 części)
- 1997 – Aliens Pig
- 1997 – Batman Aliens (2 części)
- 1997 – Aliens Special
- 1997 – Aliens Purge
- 1998 – Aliens Survival (3 części)
- 1998 – Aliens Glass Corridor
- 1998 – Aliens Stalker
- 1998 – Wild C.A.T.S Aliens
- 2000 – Aliens Mindhunter (3 części)
- 2000 – Green Lantern vs Aliens (4 części)
- 2002 – Superman Aliens 2 God War (4 części)
- 2003 – Judge Dredd vs Aliens Incubus (4 części)
- 2003 – Batman Aliens II (3 części)

Aliens vs Predator
Wydane w Polsce
- 1995 – Aliens vs Predator: Wojna (4 części)
- 1999 – Aliens vs Predator: Xenogenesis
- 2000 – Aliens vs Predator vs Terminator (4 części)
- 2004 – Aliens vs. Predator: Dreszcz Polowania
- 2019 - Alien vs. Predator. Krew nie Woda

Niewydane w Polsce
- 1993 – Aliens vs Predator The Deadliest of The Species (12 części)
- 1995 – Aliens vs Predator Duel
- 1998 – Aliens vs Predator Eternal (4 części)
- 2007 – Superman-Batman vs Aliens vs Predator (2 części)
- 2008 – Aliens vs Predator Civilized Beasts
- 2010 – Aliens vs Predator Three World War (6 części)

Fire And Stone
- 2016 – Fire And Stone – #1 – Prometeusz  (Scream Comics)

### Gry
- Obcy (1988; Gambit/gra planszowa)
- Aliens (1990; Konami/gra na automaty)
- Alien 3 (1993; SNES, NES, Sega Master System, Sega Game Gear, Amiga, Game Boy)
- Alien 3: The Gun (1993; Sega/gra na automaty)
- Alien vs. Predator (1994; Capcom/gra na automaty)
- Alien vs. Predator (1994; Super Nintendo)
- Alien vs. Predator (1994; Atari Jaguar)
- Alien Trilogy (1996; PC, PlayStation)
- Aliens versus Predator (1999; PC)
- Alien Resurrection (2000; PlayStation)
- Aliens vs. Predator 2 (2001; PC)
- Aliens versus Predator 2: Primal Hunt (2002; PC)
- Aliens vs. Predator: Requiem (2007; PlayStation Portable)
- Aliens versus Predator Classic 2000 (2010; PC)
- Aliens vs. Predator (2010; PC, Xbox 360, PlayStation 3)
- Aliens: Colonial Marines (2013; PC, Xbox 360, PlayStation 3)
- Obcy: Izolacja (2014; PC, Xbox 360, Xbox One, PlayStation 3, PlayStation 4, Nintendo Switch)
- Aliens: Fireteam Elite (2021; PC, Xbox One, Xbox Series X/S, PlayStation 4, PlayStation 5)
- Aliens: Dark Descent (2023; PC, Xbox One, Xbox Series X/S, PlayStation 4, PlayStation 5)
- Alien: Rogue Incursion (2024; VR)

## Nagrody
- Obcy – ósmy pasażer Nostromo zdobył 17 nagród[9], w tym:
  - Oscar (1979): H. R. Giger, Carlo Rambaldi, Brian Johnson, Nick Allder, Denys Ayling – najlepsze efekty specjalne,
  - Nagroda Brytyjskiej Akademii Filmowej BAFTA (1979): Michael Seymour – najlepsza scenografia; Derrick Leather, Jim Shields, Bill Rowe – najlepszy dźwięk,
  - Nagroda Saturn (1979): najlepszy film science fiction; Ridley Scott – najlepszy reżyser; Veronica Cartwright – najlepsza aktorka drugoplanowa,
  - nagroda Hugo w kategorii najlepsza prezentacja dramatyczna w 1980 roku[10],
- Obcy – decydujące starcie zdobył 20 nagród[11], w tym:
  - 2 Oscary (1987): Don Sharpe – najlepszy montaż dźwięku; Robert Skotak, Stan Winston, John Richardson, Suzanne Benson – najlepsze efekty specjalne,
  - Nagroda Brytyjskiej Akademii Filmowej BAFTA (1987): Robert Skotak, Brian Johnson, John Richardson, Stan Winston – najlepsze efekty specjalne,
  - Nagroda Saturn (1986): najlepszy film science fiction; James Cameron – najlepszy reżyser, najlepszy scenarzysta; Sigourney Weaver – najlepsza aktorka; Jenette Goldstein – najlepsza aktorka drugoplanowa; Bill Paxton – najlepszy aktor drugoplanowy; Carrie Henn – najlepszy młody aktor/aktorka,
  - nagrodę Hugo w kategorii najlepsza prezentacja dramatyczna w 1987 roku[12]

Pozostałe filmy:
- Obcy 3 zdobył 5 nagród[13],
- Obcy: Przebudzenie zdobył 7 nagród[14],
- Prometeusz zdobył 6 nagród[15],
- Obcy: Przymierze zdobył 2 nagrody[16],
- Obcy kontra Predator zdobył 2 nagrody[17].

## Odbiór
W 2002 Obcy – ósmy pasażer Nostromo został wpisany do Narodowego Rejestru Filmowego w Bibliotece Kongresu jako film, który jest „kulturowo, historycznie albo estetycznie znaczący”. Film scharakteryzowano jako: „wpływowy film science-fiction, który przyprawia o dreszcze i w którym dowiadujemy się, że «w kosmosie nikt nie słyszy twojego krzyku»”.
Wg American Film Institute (AFI) Obcy – ósmy pasażer Nostromo zajął 7. miejsce na liście najlepszych filmów science fiction AFI 10 Top 10 oraz 6. miejsce na liście 100 najbardziej trzymających w napięciu amerykańskich filmów AFI’s 100 Years…100 Thrills, zaś na liście AFI 100 Lat... Bohaterowie i złoczyńcy Ripley zajęła 8. pozycję wśród bohaterów, a Alien 14. wśród złoczyńców.
Od 2015 w dniu 26 kwietnia fani obchodzą „Alien Day”. Data pochodzi od nazwy egzoksiężyca LV-426, gdzie załoga „Nostromo” po raz pierwszy spotkała Obcych. Nazwę twórczo przekształcono na 26.04.

## Kontekst kulturowy
Kilka statków kosmicznych występujących w serii filmów Obcy nosi nazwy wzięte z prozy Josepha Conrada:
- Obcy – ósmy pasażer Nostromo:
  - Frachtowiec „USCSS Nostromo” nosi nazwę wziętą od tytułowego bohatera powieści Nostromo,
  - Prom, którym ucieka Ripley to „Narcissus”, co można odnieść do innej powieści Conrada, Murzyn z załogi „Narcyza”,
- Obcy – decydujące starcie – okręt piechoty morskiej nazywa się „USS Sulaco”, tak jak fikcyjne miasto, w którym rozgrywa się akcja powieści Nostromo,
- Obcy 3 – statek nosi nazwę „USCSS Patna”, tak jak statek z kolejnej powieści Conrada, Lord Jim,
- Obcy kontra Predator – statek „USS Marlow” to nazwa wzięta od nazwiska narratora występującego w kilku powieściach Conrada,
- Obcy kontra Predator 2 – statek „USS Verloc” to nawiązanie do bohatera powieści Tajny agent.